# نادي نهضة تيفلت
نادي نهضة تيفلت (بالإنجليزية: Renaissance Tiflet)‏ هو نادي كرة قدم أساسي في المغرب، تأسس عام 1959. يرأس الفريق مصطفى بو مهدي، ويقوم بتدريب الفريق المدرب مصلح
فريق الشبان : شتائل الرشاد